# Samsung Galaxy A13
I Samsung Galaxy A13 e A13 5G sono due smartphone di fascia media prodotti da Samsung, facenti parte della serie Samsung Galaxy A.

## Caratteristiche tecniche

### Hardware
Il Galaxy A13 è uno smartphone con form factor di tipo slate, le cui dimensioni sono di 165,1 × 76,4 × 8,8 millimetri e pesa 195 grammi. Il frame laterale ed il retro sono in plastica.
Il dispositivo è dotato di connettività GSM, HSPA e LTE, di Wi-Fi 802.11 a/b/g/n/ac con supporto a Wi-Fi Direct e hotspot, di Bluetooth 5.0/5.2 con A2DP e LE, di GPS con A-GPS, BDS, GALILEO e GLONASS e di NFC (solo in alcuni mercati). Ha una porta USB-C 2.0 ed un ingresso per jack audio da 3,5 mm.
È dotato di schermo touchscreen capacitivo da 6,6 pollici di diagonale, di tipo TFT LCD Infinity-V con aspect ratio 20:9, angoli arrotondati e risoluzione FHD+ 1080 × 2408 pixel (densità di 400 pixel per pollice). Come protezione usa il Gorilla Glass 5.
La batteria ai polimeri di litio da 5000 mAh supporta la ricarica rapida adattiva a 15 W e non è removibile dall'utente.
Il chipset è un Samsung Exynos 850 o MediaTek Helio G80. La memoria interna, di tipo eMMC 5.1, è di 32/64/128 GB, mentre la RAM è di 3/4/6 GB (in base al modello scelto).
Il sensore per la scansione delle impronte digitali è integrato nel tasto di accensione/spegnimento.
La fotocamera posteriore ha 4 sensori disposti verticalmente, uno principale da 50 Megapixel con apertura f/1.8, uno da 5 MP ultra-grandangolare, uno da 2 MP macro e uno da 2 MP di profondità, è dotata di autofocus, modalità HDR e flash LED, in grado di registrare al massimo video Full HD a 30 fotogrammi al secondo, mentre la fotocamera anteriore è da 8 MP e registra video in Full HD a 30 fps.

### Software
Il dispositivo è stato immesso sul mercato con Android 12 ed interfaccia utente personalizzata One UI Core 4.1.
A partire da dicembre 2022 inizia a ricevere Android 13 con One UI Core 5.0.
A partire da febbraio 2024 il telefono riceve Android 14 con One UI Core 6.0.

## Varianti

### Galaxy A13 5G
Il Galaxy A13 5G è uno smartphone con form factor di tipo slate, le cui dimensioni sono di 164,5 × 76,5 × 8,8 millimetri e pesa 195 grammi. Il frame laterale ed il retro sono in plastica.
Il dispositivo è dotato di connettività GSM, HSPA, LTE e 5G, di Wi-Fi 802.11 a/b/g/n/ac con supporto a Wi-Fi Direct e hotspot, di Bluetooth 5.0 con A2DP e LE, di GPS con A-GPS, BDS, GALILEO e GLONASS e di NFC (solo in alcuni mercati). Ha una porta USB-C 2.0 ed un ingresso per jack audio da 3,5 mm.
È dotato di schermo touchscreen capacitivo da 6,5 pollici di diagonale, di tipo TFT LCD Infinity-V con aspect ratio 20:9, angoli arrotondati e risoluzione HD+ 720 × 1600 pixel (densità di 270 pixel per pollice). Supporta il refresh rate a 90 Hz.
La batteria ai polimeri di litio da 5000 mAh supporta la ricarica rapida adattiva a 15 W e non è removibile dall'utente.
Il chipset è un MediaTek Dimensity 700 5G. La memoria interna, di tipo eMMC 5.1, è di 64 o 128 GB, mentre la RAM è di 4 o 6 GB (in base al modello scelto).
Il sensore per la scansione delle impronte digitali è integrato nel tasto di accensione/spegnimento.
La fotocamera posteriore ha 3 sensori disposti verticalmente, uno principale da 50 Megapixel con apertura f/1.8, uno da 2 MP macro e uno da 2 MP di profondità, è dotata di autofocus, modalità HDR e flash LED, in grado di registrare al massimo video Full HD a 30 fotogrammi al secondo, mentre la fotocamera anteriore è da 5 MP e registra video in Full HD a 30 fps.

### Software
Il dispositivo è stato immesso sul mercato con Android 11 ed interfaccia utente personalizzata One UI Core 3.1.
A partire da giugno 2022 comincia a ricevere l'aggiornamento ad Android 12 con One UI Core 4.1.
A partire da dicembre 2022 inizia a ricevere Android 13 con One UI Core 5.0.
A partire da febbraio 2024 il telefono riceve Android 14 con One UI Core 6.0.

## Commercializzazione
Il Galaxy A13 5G è stato presentato il 1º dicembre 2021 negli Stati Uniti. È in vendita dal 3 dicembre successivo.
Il Galaxy A13 è stato presentato il 4 marzo 2022.  È in vendita dal 24 marzo seguente.